# 黑臂叉鰾石首魚
黑臂叉鰾石首魚為輻鰭魚綱鱸形目鱸亞目石首魚科的其中一種，分布東南太平洋區，從哥倫比亞至厄瓜多海域，體長可達15公分，棲息在沿海海域。